# Pleuracanthus (fossiel)
Pleuracanthus is een geslacht van uitgestorven haaien. Het geslacht kwam voor in het Laat-Carboon, zo'n 314 tot 235 miljoen jaar geleden. Er zijn ten minste vijf soorten in dit geslacht benoemd.

## Kenmerken
Deze zoetwaterhaai had een puntige staart en vrij grote, langgerekte dorsale vinnen en gepaarde, bladvormige buikvinnen. Achter op de kop bevond zich een stekel. De lichaamslengte bedroeg ongeveer vijfenzeventig centimeter.

## Soorten
- Pleuracanthus arcuatus Newberry 1856 †
- Pleuracanthus cylindricus Agassiz 1843 †
- Pleuracanthus decheni Goldfuss 1847 †
- Pleuracanthus levissimus Agassiz 1837 †
- Pleuracanthus robustus Davis 1880 †